# Modello concettuale (informatica)
Un modello concettuale si chiama così perché nasce con lo scopo di rappresentare i concetti  (classi e associazioni tra classi).
La modellazione o progettazione concettuale è una tecnica molto nota di progettazione dati, assieme alla progettazione logica e alla progettazione fisica.

Il modello concettuale deve essere per definizione indipendente dai dettagli dell'implementazione, come la concorrenza o la memorizzazione dei dati.

Ha lo scopo di esprimere il significato di termini e concetti usati dagli esperti del dominio per discutere il problema, e di trovare le giuste relazioni tra concetti differenti. Questo modello è anche chiamato modello semantico.

Cerca di chiarire il significato di vari termini spesso ambigui e assicura che non ci siano problemi con una differente interpretazione di termini e concetti perché tali interpretazioni possono portare errori nel progetto software.
Una volta che i concetti del dominio sono stati modellati, possono essere usati come base di una progettazione orientata agli oggetti e implementati in un programma.

## Notazioni
Può essere descritto usando varie notazioni, come UML o OMT per la progettazione a oggetti, o IE o IDEF1X per il Modello entità-relazione.

Nella notazione UML, il modello concettuale è spesso descritto con un class diagram nel quale le classi rappresentano concetti, le associazioni rappresentano relazioni tra i concetti e i role type di un'associazione rappresentano i "role types" assunti dalle istanze dei concetti nelle varie situazioni. Nella notazione ER, il modello concettuale è descritto con un diagramma ER nel quale le entità rappresentano i concetti, cardinalità e opzionalità rappresentano le relazioni tra i concetti.